# エイリアン (映画)
『エイリアン』（原題: Alien）は、リドリー・スコット監督、ダン・オバノン脚本の1979年のSFホラー映画。オバノンとロナルド・シャセットのストーリーに基づき、商業用宇宙タグ「ノストロモ号」の乗組員が、船内に解き放たれた攻撃的で致命的な地球外生命体である「エイリアン」に遭遇する様子を描いている。出演は、トム・スケリット、シガニー・ウィーバー、ヴェロニカ・カートライト、ハリー・ディーン・スタントン、ジョン・ハート、イアン・ホルム、ヤフェット・コットー。
本作の成功は、映画、小説、コミック本、ビデオゲーム、玩具などのメディア・フランチャイズを生み出した。また、この作品はウィーバーの女優としてのキャリアをスタートさせ、初の主役を演じた。ウィーバーが演じたエイリアンとの出会いの物語は、続編の『エイリアン2』（1986年）、『エイリアン3』（1992年）、『エイリアン4』（1997年）のテーマと物語の核となった。「プレデター」シリーズとのクロスオーバーにより、『エイリアンVSプレデター』（2004年）、『AVP2 エイリアンズVS.プレデター』（2007年）が製作された。また、前日譚シリーズとして『プロメテウス』（2012年）と『エイリアン: コヴェナント』（2017年）、スピンオフとして『エイリアン:ロムルス』（2024年）がある。

## 概要
大型宇宙船の薄暗い閉鎖空間の中で、そこに入り込んだ得体の知れないもの（エイリアン）に乗組員たちが次々と襲われる恐怖を描いたSFホラーの古典であり、監督のリドリー・スコットや主演のシガニー・ウィーバーの出世作でもある。
外国人を意味する名詞「エイリアン（Alien）」が、「（攻撃的な）異星人」を意味する単語として広く定着するきっかけともなった。公開時のキャッチコピーは「宇宙では、あなたの悲鳴は誰にも聞こえない。In space no one can hear you scream.
エイリアンのデザインは、シュルレアリスムの巨匠デザイナーH・R・ギーガーが担当した。本作以降、続編やスピンオフが製作されシリーズ化した。スコット自身による本作の前日譚として、2012年に『プロメテウス』、2017年に『エイリアン: コヴェナント』が公開された。
1979年5月25日、第4回シアトル国際映画祭で、70ミリフィルムで初公開された。アカデミー視覚効果賞、サターン賞3部門（SF映画賞、スコットに監督賞、カートライトに助演女優賞）、ヒューゴー賞映像部門を受賞し、その他多数の賞にもノミネートされた。2002年にアメリカ国立フィルム登録簿に登録された。2014年、イギリスの情報誌『タイム・アウト』ロンドン版にてアルフォンソ・キュアロン、ジョン・カーペンター、ギレルモ・デル・トロ、エドガー・ライトら映画監督、作家のスティーヴン・キング、ほか科学者や評論家150名が選定した「SF映画ベスト100」にて第3位にランクインした。

## ストーリー
西暦2122年、搭乗員7名を乗せた宇宙貨物船ノストロモ号は他の恒星系で採掘された鉱石を満載し、地球へと帰還する途上であった。乗組員達はハイパースリープから目覚め、到着も間近と思われた。しかし、船を制御するAI「マザー」が、知的生命体からのものと思われる信号を受信し、その発信源である天体に航路を変更していたことが判明する。困惑する乗組員達だが、科学主任のアッシュによると会社との雇用契約書には「知的生命体からと思しき信号を傍受した場合は調査するように」と明記されているという。やむなくノストロモ号は牽引する精製施設をいったん切り離して軌道上に残し、発信源の小惑星に降り立つ。
船長ダラス、副長ケイン、操縦士ランバートの3人が船外調査に向かい、謎の宇宙船と化石となった宇宙人を発見。その宇宙人には体内から何かが飛び出したような傷痕があった。調査を進めるうち船の底に続く穴があることを発見。ケインがそこに降りると、巨大な卵のような物体が無数に乱立する空間へ辿り着く。その一つに近付いた際、彼の身に予期せぬ事態が発生する。その頃、船に残った通信士のリプリーが信号を解析した結果、それは遭難信号などではなく、何らかの警告であることが判明し、彼女は不安に駆られる。
3人は船に帰還したものの、異変を感じたリプリーは防疫を理由に船内に入れることを拒む。しかし、アッシュの判断によりエアロックが開けられた。そこでリプリー達が見たものは、サソリのような生物（フェイスハガー）がヘルメットのシールドを溶かし、ケインの顔に張り付いた姿だった。アッシュが調べた結果、フェイスハガーは彼に酸素を供給しており、ケインは昏睡状態となっていた。すぐに除去しようと体の一部を外科装置で切ろうとすると強酸のような体液が流れ出し、船の床を溶かし下層まで穴が空いた。危険だと判断し引き剥がすのは断念したが、フェイスハガーはその後、自然にケインの顔から剥がれ落ちて死んだ。リプリーはすぐにその死骸を捨てるべきだと主張するが、アッシュは貴重な地球外生命体のサンプルなので死骸を地球に持ち帰るべきだと主張し、ダラスもそれに同意した。リプリーはこのような大事な決定をなぜアッシュ1人に任せるのかと彼に詰め寄るが、会社の意向だと押し切られ、彼女は不満をあらわにする。
船は小惑星を離陸したが、地球まではまだ10ヶ月も旅をしなければならなかった。その後ケインは意識を取り戻し、何事もなかったかのように回復したかに思われた。しかし、乗組員たちとの食事中に突然激しく悶絶し、やがて彼の胸部を食い破って奇怪なヘビのような生物が出現、驚愕のあまり呆然とする乗組員の間を駆け抜け逃走する。ケインはフェイスハガーによって体内に幼体（チェストバスター）を産み付けられて、その出現によって死亡したのだった。
恐るべき事態が発生したことを認識した乗組員達は船内を捜索するが、その間に脱皮し、より大型に成長したエイリアンは機関士のブレットを襲い、通気口へ身を潜める。乗組員達はアッシュのアドバイスに従い、エイリアンをエアロックへ追い込み、宇宙空間へ放出する事に決定。追い立てるためにダラスが単身通気口に進入するが、エイリアンの能力は彼らの想像を遥かに上回っており、返り討ちに遭う。
船長を失った一同は団結力を失う。リプリーと機関長のパーカーはダラスの立てた作戦を続行しようと主張するが、ランバートは船を棄てて脱出艇で逃げることを提案する。しかし、脱出艇に4人全員が乗ることはできなかった。そんな中、リプリーは議論に参加しないアッシュの態度に疑念を抱き、直接マザーに詳細を問いかけるが、科学主任のみ閲覧可能と拒否される。悪い予感に苛まれながら秘密解除の操作を行って命令を確認すると、会社が秘密裏に「生きているエイリアンの捕獲と回収」を最優先事項としていたこと、さらに「乗組員の命が犠牲となってもやむを得ない」とプログラムされていることを知り、アッシュに怒りをぶつける。
真相を知ったリプリーにアッシュが襲いかかり殺害しようとするが、駆けつけたパーカーとランバートが阻止し、アッシュは「破壊」された。彼の正体は、会社が乗組員たちを監視するために送り込んだアンドロイドであった。リプリー達はアッシュを応急修理して尋問したところ、会社は最初からエイリアンの捕獲と回収を目的として乗組員を雇っており、その為にはいかなる犠牲も顧みないつもりであること、エイリアンは「完璧な生命体」であり、生き延びられる可能性はないと告げた。
もはや会社との契約を守る意義のなくなったリプリー、ランバート、パーカーの3人は本船を切り離して自爆装置で爆破し、脱出艇で逃れて救助を待つ計画を立てる。しかし、彼らが二手に分かれて脱出の準備をしている間に、エイリアンは通気口から這い出ており、ランバートとパーカーに襲いかかる。悲鳴を聞いたリプリーが駆けつけるが、そこには2人が無惨な姿で残されていた。
たった1人残されたリプリーは、深い悲しみと恐怖に襲われながらもノストロモ号の自爆装置を起動し、猫のジョーンズを連れて脱出艇に乗り込もうとするが、その入口を目前にして通路上にエイリアンがいることに気づく。大慌てで脱出を中断し、自爆装置の解除を試みるが僅差で間に合わず、カウントダウンは止まらなかった。決死の覚悟でリプリーは脱出艇の入口に戻るが、そこには誰もいなかった。エイリアンが通路から立ち去っていることを何度も確認し、ジョーンズと共に脱出艇へ搭乗、ただちに発進させる。直後にノストロモ号は大爆発し、全ては終わったかに思われたが…。

## 登場人物
アーサー・ダラス（Arthur Dallas）
演 - トム・スケリット
ノストロモ号船長。リーダーシップはあるものの、雇用主である会社の命令には良くも悪くも忠実で、そのことが原因でリプリーやパーカーと口論になることもあった。エイリアンを退治する為に自らダクトに潜入する役を買って出るが、狭いダクトの中で身動きに苦心する中、エイリアンに襲われ行方不明となる。
ディレクターズ・カット版では自爆直前にはまだ生きており、船の下層でブレットと共に繭にされていた。殺してくれとリプリーに懇願し、火炎放射器で焼かれ死亡。
エレン・リプリー（Ellen Ripley）
演 - シガニー・ウィーバー
二等航海士・通信士。ダラスとケインが船外にいる場合や彼らが死亡した後は、彼女がノストロモ号の指揮を代行する。ジョーンズという名の猫（船乗り猫）を船内に連れ込んでいる。責任感が強く行動力もあり、乗組員の中で唯一生き残る。シリーズを通じての主人公であるが、本作では最後の生き残りとなって船から脱出する終盤までは主人公らしい描写は少なく、出番も含めてやや控えめに描かれている。
ジョーン・ランバート（Joan Lambert）
演 - ヴェロニカ・カートライト
二等航海士・操舵手。脱出艇で地球圏へ逃れて救助を待つ計画を提案する。アッシュに襲われたリプリーを介抱し、彼にとどめを刺した。脱出艇の発進準備中にエイリアンに遭遇し、恐怖で身動きが取れなくなったところをパーカーと共に殺された。
ディレクターズ・カット版では、リプリーが自分達を入船させようとしなかったことに怒り、彼女に掴みかかって平手打ちをするシーンがある。
サミュエル・ブレット（Samuel Brett）
演 - ハリー・ディーン・スタントン
機関士。パーカーの相棒で、何に対しても「そのとおり（right）」と返すのが口癖で、話し合いの際にもパーカーの意見にこの口癖で追従するか相槌を打つ事しかしない為、リプリーに「まるでオウムね」と呆れられていた。ジョーンズを捜している最中にエイリアンの抜け殻を発見する。その直後に成体となったエイリアンに襲われ連れ去られる。
ディレクターズ・カット版ではダラスと同様に繭にされた姿で発見されるが、もはや原形をとどめておらず、既にエイリアン・エッグになり始めていた。最期はダラスと共に火炎放射器で焼かれた。
ギルバート・ケイン（Gilbert Kane）
演 - ジョン・ハート
副長・一等航海士。船外活動でエイリアン・エッグに近づき、フェイスハガーに寄生される。最期はチェストバスターにより胸部を食い破られ、エイリアンの最初の犠牲者となる。遺体は宇宙葬にされた。
アッシュ（Ash）
演 - イアン・ホルム
科学主任。地球への復路に出発する2日前に急遽前任者と交替した。フェイスハガーの分析を行ったほか、エイリアンを発見するための動体探知機（モーション・トラッカー）を作製したが、エイリアンへの対応は常に後手に回り、乗組員たちが命を落とす結果となる。物語終盤でウェイランド・ユタニ社の意を受けたアンドロイドである事が判明、会社の真の目的を知ったリプリーを殺害しようとするも駆けつけたパーカーによって破壊される。修復後に受けた尋問でエイリアンを「生存のため、良心や後悔に影響されることのない完璧な有機体」と称え、最期にリプリー達へ（生存の可能性がない事への）同情の言葉を放つと共に不気味な嘲笑を浮かべて完全に機能停止し、パーカーによって火炎放射器で焼却された。
『2』によれば型式は「ハイパーダインシステムズ・120-A/2」。
デニス・パーカー（Dennis Parker）
演 - ヤフェット・コットー
機関長。黒人。仕事の割に自分とブレットの給料やボーナスが少ないことに不満を抱いており、度々、ダラスやリプリーに対して給料の件で抗議する。相棒のブレットと共に、度々故障や損傷に見舞われたノストロモ号の修理に当たったほか、エイリアンを倒すために即席の火炎放射器を作製するなど、機械全般や兵器の取り扱いにも長ける。脱出の準備中にエイリアンと遭遇したが、ランバートとの距離が近かったために火炎放射器を使う事ができず、彼女を救うために飛びかかったものの、エイリアンの尻尾で叩きつけられた上にインナーマウスで頭部を貫かれて死亡した。
エイリアン（Alien）
演 - ボラージ・バデージョ
マザー（Mother）
演 - ヘレン・ホートン（声）
ノストロモ号に搭載されたメインフレームAI。船の制御・管理を行う。

## 設定
小惑星（LV-426）
銀河系の外縁部に位置する、レチクル座ゼータ第2星系（Zeta II Reticuli）のガス状巨星を周遊する小惑星。遺棄された太古の異星人の宇宙船が残存していた。大気組成は窒素、メタン、高濃度の炭酸ガスなどが主成分。気温は零下。劇中では単に小惑星と呼ばれ、LV-426の名称で呼ばれるのは『2』から。
ディレクターズ・カットの追加シーンでは約1,200km。自転周期は約2時間。重力0.86Gとされている。
なお「ζ2 Reticuli」は実在しており、レチクル座内で最も地球に近い（39光年）星である。
スペースジョッキー（Space Jockey）
小惑星で発見された異星人の死骸。身長約4.9m、体重約272kg。象のような鼻をもち、伸びた先端は胸骨と一体化するかのように埋没している。操縦席らしきものに着座したまま石化していた。腹部から何かが飛び出したような形跡がある。彼らの宇宙船には大量のエイリアンの卵が積載されていた。その正体については『プロメテウス』および『エイリアン: コヴェナント』で描写されている。
ノストロモ号（USCSS Nostromo）
ウェイラン・ユタニ社の所有する宇宙貨物船。本体部分とそれに曳航される全長1.5㎞の巨大な4本の塔状の鉱石精製施設から構成される。資源惑星「セダス（Thedus）」で採掘された2,000万トンの鉱物を積載していた。アラン・ディーン・フォスターによる公式ノベライズでは積載貨物は石油であるとされている。エネルギー資源としては太陽エネルギーや核融合などで代替可能だが、プラスチックの原料として石油が必要であるからと説明されている。作品の舞台となるのは本体部分で、精製施設の内部は登場しない。メインフレームAI「マザー（形式名は「MU-TH-R 6000 182モデル」、記憶容量は2.1TB）」によって制御・管理され、最小限の人員での運航が可能となっており、乗組員の休眠中には自動操縦も行う。右舷下部に脱出艇「ナルキッソス」が搭載されている。また、左舷下部には2号艇の「サルマキス」も搭載されているが劇中では未登場。最後はエイリアンの脅威から逃れるためリプリーらの判断で自爆させられた。『2』では自爆による損害は4,200万ドルと算定されている（鉱石の価値を除く）。
形式名はロックマート社製CM-88BバイソンM級宇宙貨物船、登録番号は180924609、全長334m、全幅215m、全高98m、総重量2億ｔ。2101年に星間クルーザーとして建造され、2116年に商用牽引船（Commercial Towing Vehicle）に改装された。スペック自体はデザイン草案の段階からロン・コッブが練り上げデザイン画に書き込んでいる。
船名はイギリスの小説家ジョゼフ・コンラッドの小説『ノストローモ』に由来する。
自爆装置は核融合炉の冷却剤濃度を減少させ、臨界をもたらして爆破させる仕組み。時限自爆装置が稼動すると「マザー」が「この船はTマイナスX分以内に破壊される」と自爆までの時間を読み上げるが、これは間違いである。「T」は通常、ロケットの打ち上げ等イベントの時刻を表し、それ以前の時刻を「TマイナスX分（秒）」で表すので、「TマイナスX分以内に破壊される」では意味を成さない。『2』では「X分以内に」となっている。
ナルキッソス
ノストロモ号の右舷下部ドックに搭載されている脱出用シャトル。定員は3名。普段はダラスが一人で音楽を聴くための休憩スペースとして利用されていた。形式名はロックマート社製スターキャブ級軽イントラシステム・シャトル。
ナルキッソスは発進後に前進ではなく逆噴射をかけることでノストロモ号から分離した。シャトルの前方窓から遠ざかる姿が見えるのはこのため。
デザインはコッブによる。名称はノストロモと同じくコンラッドの作品『ナーシサス号の黒人』から。
ウェイラン・ユタニ社
シリーズを通して暗躍する巨大複合企業。リプリーらを利用してエイリアンを生きたまま捕獲し、軍事利用しようと目論むが、その企業実態は詳しくは語られていない。作中では「会社」とだけ呼ばれる。
社名は当初「レイランド・トヨタ」とするつもりだったが、当然のことながら権利上の問題で使用出来ず、「Leyland」をもじって「Weylan」に変更し、コッブの知人の日本人から「ユタニ（湯谷）」という日系の名称を採った。

## 日本語吹替
| 役名                 | 俳優                         | 日本語吹替                                                   | 日本語吹替 | 日本語吹替   | 日本語吹替                                             | 日本語吹替   |
| 役名                 | 俳優                         | フジテレビ版                                                 | LD版       | VHS・DVD版   | テレビ朝日版                                           | DCDVD・BD版  |
| -------------------- | ---------------------------- | ------------------------------------------------------------ | ---------- | ------------ | ------------------------------------------------------ | ------------ |
| ダラス               | トム・スケリット             | 前田昌明                                                     | 西沢利明   | 富山敬       | 大塚明夫                                               | 郷田ほづみ   |
| リプリー             | シガニー・ウィーバー         | 野際陽子                                                     | 田島令子   | 幸田直子     | 戸田恵子                                               | 幸田直子     |
| ランバート           | ヴェロニカ・カートライト     | 鈴木弘子                                                     | 鈴木弘子   | 榊原良子     | 安永沙都子                                             | 鈴木ほのか   |
| ブレット             | ハリー・ディーン・スタントン | 青野武                                                       | 北村弘一   | 穂積隆信     | 千田光男                                               | 樋浦勉       |
| ケイン               | ジョン・ハート               | 仲村秀生                                                     | 櫻片達雄   | 納谷六朗     | 牛山茂                                                 | 森田順平     |
| アッシュ             | イアン・ホルム               | 富田耕生                                                     | 田中信夫   | 田中信夫     | 羽佐間道夫                                             | 岩崎ひろし   |
| パーカー             | ヤフェット・コットー         | 飯塚昭三                                                     | 渡部猛     | 郷里大輔     | 麦人                                                   | 大川透       |
| マザー               | ヘレン・ホートン（声）       | 久保田民絵                                                   | 榊原良子   | 叶木翔子     | 佐々木優子                                             | 小宮和枝     |
| 日本語版制作スタッフ |                              |                                                              |            |              |                                                        |              |
| 演出                 | 演出                         | 山田悦司                                                     |            | 藤山房伸     | 福永莞爾                                               | 松岡裕紀     |
| 翻訳                 | 翻訳                         | トランスグローバル                                           | 木原たけし | 石原千麻     | たかしまちせこ                                         | 石原千麻     |
| 調整                 | 調整                         | 杉原日出弥                                                   |            |              | 荒井孝                                                 | 菊池悟史     |
| 録音                 | 録音                         | 紀尾井町スタジオ                                             |            |              | 東北新社                                               |              |
| 効果                 | 効果                         |                                                              |            |              | リレーション                                           |              |
| プロデューサー       | プロデューサー               | 岡原裕泰                                                     |            |              | 圓井一夫                                               |              |
| 解説（初放送時）     | 解説（初放送時）             | 高島忠夫                                                     |            |              | 淀川長治                                               |              |
| 制作                 | 制作                         | トランスグローバル                                           | 東北新社   | ACクリエイト | 東北新社                                               | ACクリエイト |
| 初回放送             | 初回放送                     | 1980年10月10日 『ゴールデン洋画劇場』 ノーカット 21:00-23:30 |            |              | 1992年8月30日 『日曜洋画劇場』 正味約102分 21:02-22:54 |              |

- フジテレビ版：マザーは「おふくろさん」と訳されている
- レーザーディスク：1981年9月10日発売。リプリーは「リプレ」、マザーは「ママ」と訳されている
- VHS/DVD：1992年7月24日発売
- ディレクターズ・カット版DVD/Blu-ray Disc：2004年発売

※20世紀フォックス ホーム エンターテイメント ジャパンの「吹替の帝王」シリーズ第7弾として、上記の全5種類の吹替版を収録したBlu-ray Disc「エイリアン 日本語吹替完全版 コレクターズ・ブルーレイボックス」が2014年11月5日に発売された。劇場公開版（117分）とディレクターズ・カット版（116分）の2種類の本編が収録されており、劇場公開版にはテレビ版2種とLD版、VHS・DVD版の4種類、ディレクターズ・カット版にはDVD・Blu-ray Disc版の吹替版が収録されている。LD版の日本語吹き替えが収録されるのは、本作が初となる。特典としてテレビ版吹替台本2冊、幸田直子／大塚明夫のインタビュー集が付属している。また、製作35周年とH.R.ギーガー追悼記念として、シリーズ4作、本作のメイキング集とアーカイブ集、『プロメテウス』の2D版、3D版、特典ディスクを収録した9枚組「エイリアン　H.R.ギーガー・トリビュート・ブルーレイコレクション」も発売されている。特典としてH.R.ギーガーアートカードセット、オリジナルコミック、オリジナル劇場ポスターセット、H.R.ギーガー追悼ブックレットが封入。コマーシャルはテレビ朝日版でダラスを演じた大塚明夫がナレーションを担当している。

## スタッフ
- 製作総指揮 - ロナルド・シャセット
- 製作 - ゴードン・キャロル、デイヴィッド・ガイラー、ウォルター・ヒル
- 監督 - リドリー・スコット
- 原案 - ダン・オバノン、ロナルド・シャセット
- 脚本 - ダン・オバノン
- 撮影 - デレク・ヴァンリント
- 美術 - マイケル・シーモア、（ロジャー・クリスチャン ※ノンクレジット）
- クリーチャーデザイン - H・R・ギーガー
- クリーチャー造形 - H・R・ギーガー、ロジャー・ディッケン
- クリーチャー効果 - カルロ・ランバルディ
- 音楽 - ジェリー・ゴールドスミス
- 提供 - 20世紀フォックス、ブランディワインプロダクションズリミテッド
- 日本語字幕 - 岡枝慎二

## 原案
『エイリアン』の原案はダン・オバノンによって生み出された。南カリフォルニア大学在学中の1974年、ジョン・カーペンターと組んで『ダーク・スター』を製作したオバノンは、より本格的なSFホラーの製作を望んでおり、オリジナルの脚本を温めていた。それは当初は『メモリー』という題で、「宇宙船が未知の惑星に降り立ち、謎の生命体を発見、乗組員がそれに寄生され、やがて体内から怪物が誕生する」という概要であった。当初は38ページに満たない未完成の稿で、怪物の姿が漠然として決まらなかったことから展開に行き詰っていた。
そんな折、オバノンに接触してきたのがロナルド・シャセットである。彼はフィリップ・K・ディックの短編作品『追憶売ります』の映画権を取得していたものの、まだ仕事がなかった。『ダーク・スター』を見てオバノンを同好の士と考えたシャセットは、彼に会いたいと手紙を書く。大学のキャンパスで『メモリー』を読んだシャセットは「『メモリー』を完成させたら、自分がロジャー・コーマンの元に持ち込むので、自分の『追憶売ります』を翻案する作業の手助けをして欲しい」と共同作業を提案した。
この頃、『デューン/砂の惑星』を企画中であったアレハンドロ・ホドロフスキーから、オバノンに同作の特殊効果担当の依頼が舞い込む。彼は許諾し製作チームに加わった。これにより『メモリー』の脚本は一時に宙に浮くこととなる。チームには宇宙船のデザインにクリス・フォス、コスチュームデザインとしてジャン・ジロー、さらにシャッダム四世役に指名されていたサルバドール・ダリの推薦により、後にH・R・ギーガーが加わっていた。しかし、資金難から製作半ばにして中止となり、オバノンも無一文となってしまう。ショックから胃の病を発症した彼はシャセットの家に転がり込み、一週間もふさぎ込んでいたが、未完のままの『メモリー』を完成させるようシャセットに提案され、再び脚本を練り始めた。
オバノンは『メモリー』とは別に『グレムリン』という脚本を構想していた。それは「東京から帰るB-17の中にグレムリンが侵入し、乗組員を一人、また一人と殺していく。怪物を倒さない限り乗組員は故郷へ帰れない」という骨子であった。その要素を応用してはどうかというシャセットの助言を受け、オバノンは『メモリー』に適用させた。すなわち舞台を爆撃機から宇宙船へ、グレムリンを異星人の怪物に変更したのである。完成したそれは宇宙空間における『テン・リトル・インディアンズ』と呼べる内容となった。この時点で脚本の基本的な流れは完成稿と同一であったが、乗組員が発見するのは遺棄船ではなく「ピラミッド」であることや、卵ではなく「胞子ポッド」から出てきた寄生体に襲われる、宇宙船の名前が「スナーク号」であるといった差異がある。また、題名は『スタービースト』へと変更された。
『スタービースト』の内容はロジャー・コーマンの目を引いたが、企画が形になる前に、二人の友人であった独立系映画監督のマーク・ハガードが彼の脚本を評価し、出資者探しを買って出ることになった。オバノンは視覚的な側面からプレゼンテーションを行うために、『ダーク・スター』で知己であったロン・コッブにイラストを依頼する。コッブはこの時点ではまだ『スタービースト』を『ダーク・スター』のような低予算映画になるだろうと楽観視しており、何枚かのイラストを提供した。商業的な映画に相応しいものとして、オバノンは思案をめぐらせ、『エイリアン』というタイトルをひねり出した。
1976年、ハガードはゴードン・キャロル、デヴィッド・ガイラー、ウォルター・ヒルの3人によって設立された映画制作会社「ブランディワイン・プロダクションズ」と契約を成立させ、『エイリアン』の脚本は買い取られた。ヒルは脚本の内容を酷評しながらも一部のシーンに可能性を見出し、他の二人と共に20世紀フォックスの製作主任であったアラン・ラッド・ジュニアにこの脚本を売り込む。スリラーに定評のあるヒルが売り込んだということでラッドは少しだけ興味を示したが、彼自身はこの映画が作られる見込みはほぼないと考えており、映画化決定の許可は下りなかった。
しかし、1977年に同社配給の『スター・ウォーズ』や、コロンビア ピクチャーズの『未知との遭遇』が公開、大ヒットしたことで状況は一変した。SF映画は売れないB級という定説が覆され、一大ブームが到来した。そんな時、20世紀フォックスの手元にあった唯一のSF脚本が『エイリアン』であった。こうして同年10月31日に、『エイリアン』の製作許可が降りた。

## プリプロダクション
ヒルとガイラーがまず行ったのは脚本の手直しであった。当初7名いたクルーは全員男性だったが、2名が女性に変更され、全員の名前が変更された。原案にあったシーンはほぼそのままであったが、台詞の口調を抑えたものにするといった変更がなされた。また、アッシュをアンドロイドにしたのも二人のアイデアであった。リプリーにあたる役を女性にするよう提案したのはラッドであった。結局改稿は8回にもおよんだ。
これらの改変にオバノンは終生不満を漏らしたものの、視覚デザインコンサルタントとして映画に携わることはできた。またシャセットはエグゼクティブプロデューサーに任命された。しかしラッドはオバノンを重要人物とみなさず、一時は映画のセットに立ち入ることすら許可しなかった。そのためオバノンは原案者でありながらこっそり現場に忍び込むこともあったという。
しかし肩書きがどうであれ、オバノンにとって一流のスタッフとの仕事がエキサイティングな経験であることは確かであった。1977年7月11日、オバノンはギーガーに電話をかけ、新しい映画製作に携わっていることを伝え、要となる未知の生物のデザインを依頼した。オバノンが1000ドルの小切手と共にギーガーに送った手紙には、まず人間に幼生を産み付ける第1形態、人間の体を突き破って現れる第2形態、そして成長した第3形態へと変化するアイディアが記されており、初期段階からエイリアンのアイデアは固まっていた。
監督は当初ヒルが自ら務める予定であったが、SF映画向きではないことを理由に辞退し、『ロング・ライダーズ』の監督を務めることになった。そこでブランディワインは監督候補を捜し始め、ピーター・イェーツ、ロバート・アルドリッチ、ジャック・クレイトン、そしてリドリー・スコットの4名が候補に挙がった。イェーツは20世紀フォックスに推されていたが、彼は格下のB級映画とみなし断った他、アルドリッチもクレイトンも内容に価値を見出さず就任を拒否した。なお、原案者であるオバノンは監督候補には入っていなかった。
その中でスコットは、当時既にCM映像監督として成功を収め、自身の制作会社である「リドリー・スコット・アソシエーツ（RSA） 」を設立し活躍していたが、映画監督としてはまだ『デュエリスト/決闘者』を作ったのみだった。同作で共同プロデューサーであったイヴォール・パウエルは熱心なSF愛好家でもあり、その撮影中スコットにSFコミック雑誌『メタル・ユルラン』を貸して読むよう薦めた。『2001年宇宙の旅』を除けばSFに関心はなかったスコットであったが、その世界観に魅了され、特にジャン・ジローの『アルザック』を好んだ。
パウエルから「監督第2作目の作風が今後作る3作分の内容に影響を及ぼす」とアドバイスされたスコットは、次なる作品として『トリスタンとイゾルデ』を題材に選び、パラマウント映画の下で企画を進めていた。彼の脳裏には『トリスタンとイゾルデ』の中で『メタル・ユルラン』の荒涼とした様式美溢れる世界観を実現させようという構想があった。だが、当時公開されたばかりの『スター・ウォーズ』を初週に鑑賞し衝撃を受ける。そこにはまさに彼が撮りたいと思っていた映像表現が存在していた為であった。スコットは同作を絶賛しつつも、ジョージ・ルーカスに先を越されたことに強い挫折感を味わった。
一方、カンヌ映画祭で『デュエリスト/決闘者』を観覧し、スコットの才能を評価した人物がいた。フォックス・ヨーロッパの社長サンディ・ライバーソンである。彼はフォックス内で使えそうな企画を探し、監督の定まっていない『エイリアン』の企画を発見、スコットの手元に送って監督してみないかと誘いをかける。『メタル・ユルラン』のようなSFのデザインを表現したかったスコットにとってまさに格好の題材であること、さらに機能的で無駄のない粗筋や、地位による待遇の違いに嘆く労働階級の姿が描かれている点なども好印象であった。1978年2月、ライバーソンの仲介でラッドと面接したスコットは正式に監督として契約を結んだ。当初組まれた予算は420万ドルに過ぎなかったが、スコットは自ら絵コンテを描いて会社と交渉し、850万ドルの予算を勝ち取った。またパラマウントに対しては『トリスタンとイゾルデ』の企画から手を引くことを告げた。

## 配役
キャスティングの選考はアメリカで行われ、スコットとキャロルが面接した。通常このようなSF映画にはB級俳優を配するのが普通であったが、スコットは個性的な役者を集めることで一段高い演出を目指した。SF映画に出ることを懐疑的に思った俳優を引き止めるようなことはせず、ウィリアム・ハート、ジョン・ハード、サム・エリオット、デビッド・ワーナー、ロディ・マクドウォール、ブライアン・デネヒーは出演を見合わせた。シャセットの意向で、多国籍的な雰囲気を出すため配役のうち2人（ハートとホルム）はイギリス人となった。
リプリー
彼女の役の選考は難航した。キャスティングディレクターのマリー・ゴールドバーグは候補として二人を挙げていた。一人目がメリル・ストリープである。しかし彼女は婚約者のジョン・カザールを亡くしたばかりであり、キャロルは出演依頼を断念した。
もう一人の候補がシガニー・ウィーバーである。彼女は『アニー・ホール』やイスラエルのドラマ『Madman』に端役で出演した程度で、当時ほぼ無名であった。シェイクスピアを目標にブロードウェイで活動し、マイク・ニコルズやウディ・アレンとの仕事を望んでいた彼女にとって、SF映画への出演は興味をそそられる物ではなかった。彼女は面接当日に建物を間違え、遅刻するという失敗も犯している。脚本を読んだ彼女の感想は一言「地味な感じ」であり、その素っ気無い態度に「役が欲しくないのか」とスタッフを不思議がらせたほどであった。
シェパートン・スタジオで行われたスクリーンテストはおおむね満足のいくものであったが、不安だったラッドはフォックス社内から秘書や管理職など5 - 6人ほどの女性を呼び集めて映像を批評させた。彼女たちはジェーン・フォンダやフェイ・ダナウェイの名を挙げてウィーバーの演技を賞賛し、手ごたえを感じたラッドは彼女をリプリー役に抜擢した。ギャラは3万ドルであった。
ダラス
トム・スケリットはダラス役として読み合わせが行われており、出演もスムーズに決定した。
当初の案ではリプリーと恋人同士であったが、「怪物がうろついている状況でラブロマンスを展開するなどありえない」と考えたスコットにより変更された。
ケイン
役には当初からジョン・ハートが考えられていたが、別の映画に出演したため、ジョン・フィンチが抜擢された。しかし、フィンチは糖尿病を患っており、撮影初日に体調を崩したため降板した。
一方、ハートは撮影先である南アフリカ共和国に入国を拒否され、映画そのものが中止となっていた。これは当局が反アパルトヘイト活動をしていたハードとハートの名を取り違えたのが原因とされている。スコットより説得を受けたハートは予定通りケイン役を演じることになった。
後にハートは『スペースボール』に同じ役でカメオ出演し、宇宙のファーストフード店で、食事中に体内に寄生していたエイリアンに腹を食い破られた男という設定でセルフパロディを演じている。この時は「またか」と嘆いている上に、「Himself（本人）」とクレジットされた。
アッシュ
イアン・ホルムはシャセットの意向によって加えられたイギリス人の一人となった。ホルムは初めての映画撮影に緊張するウィーバーを気遣い、毎週ケント州にある自分の農場に招待した。
リプリーを襲って破壊された後の台詞は当初「エイリアンとコミュニケーションを試みたことがあるのか」という内容で、エイリアンを一方的に危険視することに疑問を投げかけるものであったが、特殊効果に不満を持ったスコットの意向で撮り直され、台詞もエイリアンの性質を賞賛する内容に変更された。アッシュの壊れた体から見える部品や体液は、パスタ、ガラス玉、点滴用のチューブ、偽のキャビア、牛乳、コンデンスミルクなどが使われている。元々広告で食材を扱う経験があったスコットならではの材料であった。
アッシュが意識が朦朧としているリプリーを窒息させようと丸めた雑誌を口に押し込むシーンは、アンドロイドであるがゆえに性器を持たないことや、レイプの代替行為であることの暗示となっている。なお彼が丸めた雑誌は『平凡パンチ』で、表紙の写真は木之内みどりである。ノストロモ号が日系企業の所有物だからだということが後に監督によって語られている。
パーカー
ヤフェット・コットーは非常に情熱的で、アイディアがあると監督に率直に意見をぶつけた。エイリアンに殺されるシーンは彼にとっては特に不服であり、自分の役は最後まで生き残るべきだと監督に抗議するほどだった。一方、役者同士のコミュニケーションでは、ウィーバーに対して感情的に接し精神的な圧迫を加えていた。これは後半でリプリーがエイリアン対策を主導するシーンを際立たせるためで、スコットの指示によるものであった。
ランバート
ヴェロニカ・カートライトは当初リプリー役でオーディションを受けたが、ランバートを演じることになった。
冒頭の目覚めのシーンでは女性陣は乳首にテーピングを施しただけであった。このシーンは全裸で撮る予定だったが、カートライトによれば、少なくとも5か国での上映ができなくなることから劇中の形になった。
ランバートに用意されていた死亡シーンは「エイリアンをエアロックに追い込む最中、事故による減圧で死ぬ」といったものであったが、一部が撮影されただけで採用されなかった。またランバートの最期のシーンにおいて、足の間をエイリアンの尾が上がっていくカットで写っているのは彼女ではなくブレットであり、身につけている服が違う。これはブレットがエイリアンに殺されるシーンでカットされた部分を流用したため。
ジョーンズ
撮影には合計4匹の同じ品種の猫を用いた。抱き上げるたびにウィーバーは目の充血に悩まされ、一時は降板すら覚悟した。この原因は汗として使われたグリセリンと猫の毛が混合し、アレルギー反応が起きたためであった。
ブレットが襲われる直前にエイリアンを見て警戒するシーンは、板の後ろにシェパードを隠しておき、タイミングを見計らって板を取り払い猫に見せることで演技をさせていた。
リプリーがジョーンズを探すシーンで、スコットは「（仲間が脱出の準備に奔走しているのに）あのような危機的状況で猫を探すのか」という批判を覚悟していたが、予想に反しそういった声はほとんどなかったという。
「エイリアンがいる船内を自由に歩きまわる」、「ケージに入れられる際に鳴き声を上げる」、「エイリアンの目の前に放置される」など、エイリアンに寄生されているのではないかという疑念を抱かせる描写があったが、結果的には伏線として使われることはなかった。
ディレクターズ・カット版では、入ったケージをエイリアンに蹴飛ばされている。

## 撮影
撮影は1978年の7月5日から10月21日のおよそ3か月半に渡って行われた。オバノンの薦めで『悪魔のいけにえ』（1974年）を見たスコットはこの作品を目安としてデザイナーに指示を与えた。また、もっとも感銘を受けたホラーとして『エクソシスト』（1973年）を挙げ、何度も見直し研究を重ねた。ほか、『2001年宇宙の旅』にも影響を受けている。
スタジオはイギリス、ロンドンの郊外にあるシェパートン・スタジオが使用された。ハリウッドに比べ費用が安く済むこと、イギリスには優れた美術スタッフや、製作に必要なプラモデルメーカーがいることなどが理由であった。撮影のためにスタジオ内のA、B、C、D、Hの5つのサウンド・ステージが使用され、ノストロモ号のセットはCに、遺棄船のセットはHに造られた。Hは当時ヨーロッパ最大級のサウンド・ステージであり、60m × 100mもの広さがあった。
スコット側からは、『デュエリスト/決闘者』に引き続きパウエルが共同プロデューサーとして、撮影にデレク・バンリント、プロダクション・デザイナーにマイケル・シーモアなどRSAに縁のある人物が参加した。
そのほか、編集にはテリー・ローリングス、『スター・ウォーズ』で美術監督を務めたレスリー・ディレイ、セットを製作したロジャー・クリスチャン、衣裳を担当したジョン・モロ、『キングコング』の造形に携わったカルロ・ランバルディ、特殊効果担当として『スペース1999』に参加していたブライアン・ジョンソンとニック・アルダーが加わった。またオバノンはコッブに加えて『デューン』で製作を共にしたフォスとギーガーらデザイナーを企画に呼び集めた。
撮影は徹底した秘密主義の下で行われ、いたるところに「見学者立ち入り禁止」の立て札、張り紙が掲示された。予算圧縮のためフォックス上層部からの圧力に晒され続けたスコットは不安定な精神状態が続き、時には八つ当たりでセットを破壊してしまったこともあった。また、多くのスタッフが当時の製作現場が緊張に満ちて不愉快だったと証言している。後年スコットは「あの時の自分は余裕がなかった。撮影現場に緊張感をもたらした原因の一つは、自分の突き放した態度にもあっただろう」と当時を振り返っている。

## 美術
監督に着任したスコットにとって目下最大の懸念事項は、主役であるエイリアンのデザインであった。既にコッブがおこしたデザインが存在していたものの、その内容はと言えば、2本足で立ち、鉤爪のついた4本の腕があり、頭部からは触角と目が突き出るように生えているという奇妙な外見で、満足のいくものではなかった。
1978年2月8日、オバノンはスコットにギーガーの画集『ネクロノミコン』を見せる。収録作の一つ『ネクロノームIV』に描かれていた機械とも生き物とも似付かぬ存在にスコットは衝撃を受け「このデザインを形にすることができれば映画は成功する」との確信を抱いた。スコットはスイスに飛び、ギーガーを招聘。2月14日からギーガーは交渉を開始した。彼は「この映画はエイリアンこそが主演俳優なのだ」と主張し、デザイン料として高額なギャラを要求したため、20世紀フォックスとの間で長い話し合いがもたれた。契約が成立したのは3月30日のことであり、この日から製作に加わることとなる。しかし、ギーガーが描く異質な世界に拒否感を示した者もおり、キャロルは当初「ギーガーは異常だ」と酷評している。
撮影中のギーガーは常に黒ずくめの服を着ていたため、一部のスタッフは彼を「ドラキュラ伯爵」と渾名した。彼の指揮する美術チームは150人にもなる大所帯で、「モンスター部門」と呼ばれた。
ギーガーは異星人の遺棄船やエイリアンのデザインを受け持つことになったが、徹底した完璧主義者であり、自身の作品に強烈な自負を持っていた彼は、製作現場で度々スタッフと衝突し、上層部に対しても自分の要求を曲げなかった。4月5日になってこの対立は決定的となり、20世紀フォックスはそれまでのギャラを支払いギーガーを解雇した。契約成立から僅か1週間のことであった。これについてギーガー自身は、契約では彼のサインした契約書がなければセットの製作はできなかったが、必要なデザインが既に仕上がっており、サイン済みの契約書が手元にある以上もはや用はなかったのだろうと推測している。しかしギーガーは自分がすぐに必要とされることを予見して、チューリッヒでデザイン作業を続行した。
その予測は的中し、指揮者のいない現場は早速迷走をはじめ、本来のデザインとは程遠いセットになっていった。結局、彼の必要性を上層部も認めざるを得ず、5月末になってギーガーは現場に復帰している。出来損ないのセットは放置されず、現場の美術スタッフのモチベーションを高めるため、そして新しいセット製作の準備が整うまでの時間稼ぎのため、あえて完成まで製作された後でスクラップ処分になった。これはギーガーにとってはまったく理解に苦しむ出来事であったという。エイリアンスーツの原型造形もギーガー自身が担当しており、彼はエイリアンの体が透明な表皮で覆われているデザインを希望したが、十分な耐久性と透明度を兼ね備えた素材が見つからず断念している。
宇宙服のデザインはジャン・ジローが手がけた。彼は次の仕事のためフランスに帰るまでという条件付であり、参加していた期間は数日程度だった。実物の製作はジョン・モロが担当している。リプリーの衣装に限り、実際にNASAで使われていた軍用フライトスーツの古着を流用している。
冒頭におけるタイトルデザインは骨や肉を組み合わせたデザインが考案されていたが使用されなかった。実際に採用された「一文字ずつ完成していくタイトルロゴ」は、広告との整合性を考えスコットが依頼したもので、スティーブ・フランクフルトとリチャード・グリーンバーグがデザインしている。

## 特殊効果
ノストロモ号
ノストロモ号の外観はロン・コッブとクリス・フォスの2名がそれぞれデザイン案を起こした。フォスの描く宇宙船は現実の要素を取り入れた物が多く、豊かな色彩と流線型が特徴だった。フォスはノストロモ号の外観や内装、遺棄船など数多くのデザイン案を描いたが、結局すべて未採用に終わった。フォスはギーガーと共に解雇され復帰することはなかったが、コンセプト・アーティストとしてクレジットには名を連ねている。名称は「スナーク」「リヴァイアサン」など変遷したが、スコットによって「ノストロモ」と命名された。
一方でコッブは機能性とリアリティを重視し、直線的なデザインを好んだ。ギーガーの生物的なデザインと完全な対称性を示すことも考慮され、彼のデザインが採用された。ノストロモ号の形状は逆さの台形のような形状を経て、最終的に精製設備を備えた巨大工場のようなデザインにまとめられた。尖塔のような外観は子供のころに見た工場の風景をヒントにスコット自らが追加した。
船内のデザインもコッブの手によって行われ、この案を元にロジャー・クリスチャンが造形した。航空機やヘリの廃材、パレットを活用してノストロモ号の内部を作り上げた。この出来はコッブを満足させ、ウィーバーも「ロケ地で撮影しているかのようだった」と賞賛した。
ノストロモ号のセットは意図的に天井のある状態で作られた。これは俳優に圧迫感を与えることでよりリアルな演技を引き出すためである。セットは全てが繋がっており、外に出るには長い通路を歩く必要があった。ノストロモ号の構造は3階層、あるいは5 - 6階層を想定されていたが、予算の制約からセットは1層のみで作られ、拡張は断念せざるを得なかった。また船の離着陸のシーンにおいては俳優が自ら椅子を揺らし、カメラも揺らして撮影されている。狭い通路のために照明機材を置けず、セットの間接照明を利用して撮影されたこともあった。
撮影に使用されたミニチュアモデルは全長約5m、重量250kgにもなるもので、ブライアン・ジョンソンが製作した。規模は本体が全長240m、精製施設が全長3.2km、全幅2.4kmとの想定で撮られた。製作には既製のプラモデル・キットが大量に使用され手間を省いている。精製施設と本船を繋ぐジョイント部分には『スター・ウォーズ』のR2-D2の脚部の予備が使用されている。
小惑星
小惑星はセットとミニチュアを組み合わせて撮影された。セットでは砂塵として巻き上げたバーミキュライトがスタッフを痛めつけ、スモークを作るために使用されたドライアイスのせいで二酸化炭素が充満した。宇宙服は手足が非常に動かしにくかった上、当時の技術では呼吸しやすい衣装を製作できず、スケリットやカートライトらは呼吸困難に悩まされた。特にハートの消耗は激しく、常に看護師が待機し非常時に備えていた。映像中のヘルメットの曇りはそのためであるが、リアルであると考えたスコットの意向で特に対策はとられなかった。
セットは最初に1.5インチ/1フィートの縮尺で雛形となる模型が作られた。これを石膏で型取りし、一定間隔で均等にスライスする。それぞれのパーツを方眼紙の上で24倍の大きさに拡大し、木製の模型を作る。模型同士に網を被せて間を補完し、細かい部分は発泡スチロールで形を整える。最後に石膏を染みこませたジュートの布を掛け、左官ごてで仕上げるという手順で製作された。
小惑星および遺棄船のミニチュアはピーター・ボイジーが製作した。ボイジーは優れた腕を見せ、レベルの高いギーガーの要求を過不足なく実現させていった。小惑星のミニチュアは骨やパイプをプラスティシン（塑像用粘土の一種で、カルシウム塩、ワセリン、脂肪酸を合成して製造したパテ状のもの）で埋め合わせ作られている。宇宙葬にされるミニチュアのケインの遺体もボイジーが製作した。
宇宙から見た小惑星の外観においても工夫が施された。複数の塗料をタンクに流し、混然とした色合いになったものを撮影し特殊シートに現像する。このシートを白く塗装したボールに投影して立体的な質感が表現された。
遺棄船
ギーガーのデザインした異星人の遺棄船は、「目立たないし、機能的ではない」とオバノンには不評であった。彼が気に入っていたのはフォスが描いた「青銅のロブスター」と通称されるデザインである。だが、スコットはその異質さ、背景と一体化してゆっくりと姿を見せる点を気に入り採用した。初稿では遺棄船のほかにピラミッドが登場し、エイリアンの卵はそこで見つかることになっていたが、映画の長さが3時間を越えてしまうため圧縮された。
小惑星表面のミニチュアは質感がアップに耐えられるものではなかったため、遺棄船の外観はミニチュアをスコットの古いビデオカメラで撮影し、それをスクリーンに映したものを撮影した。
遺棄船のセット製作にはシーモアの助手として参加したレスリー・ディリーが腕を振るった。生物的な内装を表現するため、セットには食肉処理場へ特注した大量の動物の骨が使用されている。遺棄船入り口のセットは長さ18m、高さ10.5mで、木製の枠と石膏で作られた。内部のセットは高さ12m、長さ21mで、木とファイバーグラスで製作された。
この大規模セットのため、予算は1100万ドルにまで増大した。それでも時間や予算の関係から妥協を余儀なくされることが多く、「通路」のセットの天井は遺棄船外観のセットをそのまま流用して手間を省き、「卵貯蔵室」へと続く「シャフト」のセットは未完成のままで製作が中止となった。また「操縦室」と「卵の貯蔵室」は同じセットを使いまわしており、操縦室から座席とターンテーブルを取り去って造られている。貯蔵室においても「妊婦の腹の膨らみ」をイメージした丸みのある部分は再現されず、ギーガーの不興を買った。
エッグを覆う青いレーザーの幕はザ・フーのボーカリスト、ロジャー・ダルトリーが関係している。彼はたまたまシェパートン・スタジオの隣の別荘でツアーに使うレーザーを試していたところであり、それが縁で機材を提供した。現場ではアントン・ファーストがレーザーを使った演出を担当した
スペースジョッキー
冒頭に登場する化石化した異星人「スペースジョッキー」はロンドンのシェパートン・スタジオで撮影した。全長8メートルあるこの異星人は、映画の冒頭でいきなり得体の知れない恐怖感を煽る重要な役割を果たしたが、その後のプロットに直接的には関係がないうえに製作費がかかりすぎることから、20世紀フォックス側はスコットに登場シーンをカットするべきだと進言したが、彼は断固拒否し、最終的には製作が決定した。スコットのほか、ギーガーを異常だと評したキャロルもこの時には彼の腕を認めるようになっており、賛成に廻っている。製作には50万ドルが費やされた。
スペースジョッキーは石膏で造った原型を透明ポリエステルで型取りし、表面はラテックスで仕上げられている。望遠鏡や砲台のような部分は発泡スチロールと発泡プラスチックで造られた。また、ギーガーがすべての塗装を直接エアブラシで手掛けるほどこだわっていた。この場面ではプロップを大きく見せるために、宇宙服姿のノストロモ乗員は子供が演じている。因みに演じた子供の内2人はスコット監督の実の子供（ジェイクとルーク）で、それぞれがダラスとケインを演じている。ランバートはカメラマンの子供が演じた。
エッグ
エッグは当初オーソドックスな鶏卵の形でデザインされ、卵を保持する台座はスイスの卵パックの形状をそのまま流用していた。次に改められたデザインは完成稿に近かったが、卵の開口部は女性器を模しており、陰核や陰唇にいたるまで作りこまれており、その露骨な形状にスタッフからは苦笑が起こったほどであった。結局開口部は十字型に変更され、花のように開く仕組みとなり、そのキリスト教的な暗示が含まれたようなデザインはスタッフの好評を得た。エッグは当初6個のみ製作される予定だったが、ギーガーの主張もあり最終的には130個が製作された。フェイスハガーが収まる「主役」のエッグは石膏の原型を元に、開口部はラテックス、本体は透明ポリエステルで作られた。開口部は油圧で動作し、内部には新鮮な羊の内臓が、フェイスハガーが飛び出すシーンには長さ12mの豚の腸が使用されている。背景となるその他のエッグは石膏もしくはポリエステルで製作されている。
一部のシーンはカメラを置く関係から、逆さまにして撮影された。ケインにフェイスハガーが襲い掛かるシーンの直前で、エッグから滴る水が上へ登るのはこのため。エッグの中で蠢くフェイスハガーのシルエットは、スコット自身が手にゴム手袋をはめて再現している。
フェイスハガー
最初の構想では卵から尾をバネのように使って飛び出す機能を持っており、ギーガーは「邪悪なビックリ箱」と名づけていた。当初のサイズは人間の上半身ほどもあったが、何度かの改稿を経て人の頭を覆う程度の大きさに落ち着いた。美術スタッフのロジャー・ディッケンは気難しい性格でギーガーのデザインを受け入れず、「不快なほどに発育不全」と評した。この評価に憤慨したギーガーはフェイスハガーの造形を自ら買って出作業に取り掛かったが、上からエイリアン本体の製作に取り掛かるよう命じられたため、結局フェイスハガーとチェストバスターの造形はディッケンの担当となった。
フェイスハガーの作業にはシャセットも携わった。彼はギーガーのデザインを元に立体化作業を開始したが、本体と指の繋がり方に悩み行き詰まった。助けを求められたコッブは短時間でフェイスハガーの仮想の骨格を書き上げ、造形作業を助けた。着色の段階になり「人間の肌の色をした異星生物は斬新ではないか」と考えたシャセットの提案により、そのままの色で完成となった。死んだフェイスハガーの内側を観察するシーンでは、プラスチックで作った外殻に新鮮なカキやハマグリの身を敷き詰めて生々しさを表現している。
チェストバスター
デザインにあたり、スコットはギーガーにフランシス・ベーコンの『キリスト磔刑図のための3つの習作』を参考にするよう要請したが、これを受けて上がってきたデザインは「退化した丸裸の七面鳥」と形容されるものであった。このデザイン案は没となり、以降は『ネクロノミコンIV』のデザインを基本とした造形が行われた。
ケインの胸からチェストバスターが飛び出すシーンでは、「このシーンをリアルに撮れなければ映画の存在意義がない」とするスコットの意向で、細心の注意が払われた。3台のカメラを用意し、あらかじめどのカメラでカットを繋いでいくかを綿密に設定した。また出演者達には何が起こるか詳細を意図的に伝えておらず、彼らから本物の驚きを引き出そうとした。特にランバート役のカートライトは驚きの余り足がおぼつかなくなり、下に溜まった血糊で足を滑らせて転倒している。また、血糊が彼女の顔にかかったのは全くの偶然だった。最初のテイクではシャツが破れず中断されたが、次のテイクでは成功した。そのため一連のシーンはワンテイクだけで成功している。
チェストバスターは胸を突き破るシーン、クルーを見回すシーン、走り去るシーン用の3種類が製作された。尾はフェイスハガーのものが流用されたが、ギーガーはこれを「恐竜のようだ」とあまり好まなかった。操演はディッケンとアルダーの二人が担当した。
エイリアン
時間が押し迫っていたため、デザインはほぼ『ネクロノミコンIV』のそれを踏襲しており、何度かデザインが起こされたものの、皮膚の細かいディティールや背中の突起が寝ていることを除けばほぼ変化はない。なお、昆虫のような楕円形の目だけはスコットの提言を受け削除された。画面の中で怪物が伸し歩き人間を追って襲うという手法は既にマンネリ化しており、エイリアンの持つ不気味さを強調させるために本作では全体像は映さず部分や影だけが映るだけに留まり、全体像が現れる場面も撮影されていたが編集段階でボツになった。
スーツの仕様に関してはいくつか案が出された。大道芸人や空手家の起用や、一つのスーツの中に子供と大人が入り別々に腕を動かすというアイディアは問題が多過ぎ実現しなかった。全自動のロボットにするという案は俳優が負傷する恐れがあり却下された。
スコットがエイリアンのスーツに入る人間として望んだのは、レニ・リーフェンシュタールが撮影したヌバ族の写真のような、高身長で細身の人間であった。だが実際の候補者探しは難航した。そんな折、キャスティングディレクターはたまたま酒を飲んでいたパブで見かけた長身のアフリカ人（出自についてはナイジェリア人、ケニヤのマサイ族、ツチなど諸説ある）、ボラジ・バデジョに目をつけ、出演を依頼した。彼はグラフィック・デザインを学んでいた当時26歳の大学生で、身長が208cmもあり、また太極拳とパントマイムの心得があった。劇中のエイリアンのゆったりした歩行は彼のその技術が反映されている。また、スタントシーンではエディ・パウエルとロイ・スキャメルがエイリアンを演じた。黒人の代役を白人が務めるということで、スタントシーンの撮影をバデジョは楽しそうに観覧していたという。
スーツの製作はギーガー自身が担当した。ボイジーは多忙を極めていたため、助っ人としてエディ・バトラーが加わり、のちにパティ・ロジャーズ、シャーリー・デニーの二人が作業を補佐した。スーツは構想段階では半透明で、骨格や消化器官が透けて見える予定であった。時間の許す限りギリギリまで試行錯誤が繰り返されたが、スーツや鋳型の耐久性に問題があり、すぐに破損してしまう問題があった。金属製の鋳型を用いれば解決する問題であったが、製作している余裕がなかったため半透明の構想を断念し、ラテックスを用いることに決まった。スーツはバデジョの体から石膏型をとったほか、スタントマンの体型にあわせた複製も製造された。
複雑なエイリアンのギミックを実現させるため、頭部の製作はカルロ・ランバルディが担当した。作業はシェパートン・スタジオではなくロサンゼルスにあるランバルディの仕事場で行われた。フード内に見える人間の頭蓋骨は本物であり、ギーガーが自ら埋め込んだ。これにファイバーグラスを巻き、アルミニウムで内部の支えをつくった。顔の筋肉はケーブルで、特徴的な2重顎はエアシリンダーでそれぞれ動作する。歯茎と顎をつなぐ腱はコンドームが使われている。別個に製作されたにも拘わらず、ランバルディの手による頭部はギーガーの要求を充分に満たす出来栄えであり、イギリス側で作られた予備の頭部との差は歴然であったという。頭は機械が仕込まれたものが一つ、仕込まれていないものが二つ、完全自動式兼遠隔操作可能なもの、半自動式、プラスチック製のスタント用の計6種が製造された。
脚本上の問題点として、オバノンは「なぜクルーがエイリアンを殺さないのか」という疑問点を指摘していた。そこでコッブは「エイリアンの血が強酸性である」という設定を考案し、容易に殺せない理由を付加した。フェイスハガーの血液によって船体が溶けるシーンはクロロフォルム、アセトン、酢酸を混ぜた液体を使い、床に見立てた銀色に塗った発泡スチロールを溶かして撮影された。

## ポストプロダクション
ポストプロダクションに突入した時点ですら、スコットは満足せず、ノストロモ号のミニチュアモデルの撮影をやり直した。10月から11月にかけて撮り直しや追加シーンの撮影が17日間行われた。撮影終盤にはスタッフは1日17時間、週に6 - 7日間働き通しであったという。
またオバノンはクレジットの表記について、ガイラーとヒルの名を入れるべきかどうかについて全米脚本家組合（WGA）を巻き込み仲裁調停を引き起こした。WGAはオバノンの主張を支持したものの、周囲のスタッフは二人の名前を入れるべきだと説得した。最終的にオバノンはこれを受け入れ、ガイラーとヒルは脚本家としてクレジットされることになった。

## 音楽
リドリー・スコットは楽曲に組曲『惑星』、それも冨田勲が編曲したシンセサイザー版の起用を望んでいたが、ラッドの勧めでジェリー・ゴールドスミスに依頼することになった。
最初にゴールドスミスが作った曲は瑞々しいものだったが、それゆえに没になった。次に作られた曲は静的で不気味なものであり、スタッフを満足させた。作曲に要した時間はわずか10分に過ぎなかった。
目覚めのシーンではゴールドスミスの過去の作品である『フロイド/隠された欲望』の曲が流用されている。また、クレジット画面ではハワード・ハンソンの『交響曲第2番 ロマンティック』が使用されている。これを不満としたゴールドスミスはフォックスに説明を求めたが、結局覆ることはなかった。
なお冨田の『惑星』は撮影現場で使用された。テンションの高い演技が必要とされるウィーバーのため、スコットは現場にスピーカーを配置し、『惑星』の「火星」を流して聞かせた。一方、音を後で全て付け直さなければならなかったため、音声係の負担は増大した。
ゴールドスミスは試写を独りで観たが、ブレットが猫を追いかけるシーンが最も怖かったと述べている。

## エンディング
スコットは脱出艇でのラストシーンの追加撮影のため、4日のスケジュール延長を要求した。会社は難色を示したものの、彼は今までの定石を引っくり返すと会社を説得した。スコットの目論見通り「事態が解決したと見せかけてさらにもう一幕がある」という手法は成功し、以降のホラー映画に新しい定番をもたらした。
本人の意向により、ウィーバーは次に何が起こるのか知らされずに撮影が進められた。「全裸のリプリーを目の当たりにしたエイリアンが己との違いに気づき、彼女に見入る」といったシーンも予定されていたものの、アイディアだけで終わった。下着姿で宇宙服を身につけるシーンはその名残である。
結末は当初3種類あり、「エイリアンの存在にリプリーは気付かず（もしくはジョーンズに寄生した状態で）一緒に地球に帰還する」、「エイリアンとともに宇宙の藻屑となる」、「エイリアンを倒し地球に帰還する 」のそれぞれが用意されていたが、最終的に3つ目が採用された。

## エイリアン・フェミニズム

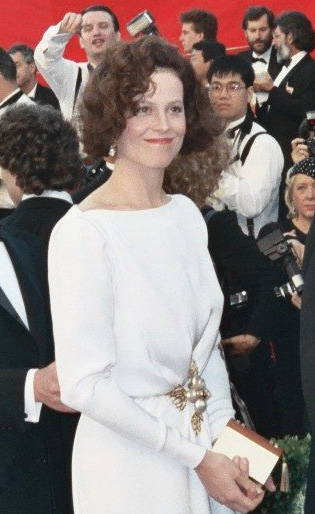
アカデミー賞の式典に出席するシガニー・ウィーバー（1989年）
それまでの「ハリウッド的な」美女ではない男性的なヒロインの登場は、当時のフェミニズム運動と重なり合う。

ホラーSFである『エイリアン』には、性的・恋愛要素がほとんどないにもかかわらず、妊娠・出産のメタファーを中心に「濃厚なセクシュアリティが漂っている」ことが指摘されている。
内田樹はこの生殖のメタファーを「体内の蛇」のモチーフをもちいて考察している。それによると本作における「宇宙船のクルーがエイリアンの幼体からその子孫を体内にうえつけられ、それが体を破って外に出てくる」という流れは、ヨーロッパ全域で流布している「体内の蛇」と呼ばれる民間説話をなぞったものであり、この説話をフェミニズムに結びつけたことにオリジナリティがあるという。
本作でのエイリアンは男性社会のメタファーであり、男性器のような頭部を持ち、口から精液のような粘着性の液体をしたたらせている。エイリアンは女性を妊娠させようとする男性の性欲の象徴であり、主人公のリプリーはそれに対抗するフェミニズム志向の女性の役割を果たしている（リプリーを襲ったアッシュにとどめを刺すのも女性のランバートである）。リプリーはそれまでのSF映画のヒロインのような「強い男に付き従う弱い女性」ではなく、男性クルーと対等に渡り合い、会社の陰謀を探り、1人で怪物と対峙する「強い女性」として描かれている。リプリーの姿は1970年代後半に製作された女性の自立や台頭を描いた映画『結婚しない女』『クレイマー、クレイマー』などとともに語られることがあり、また、本作はそれまでのSF映画にはなかった新しい（アクションの担い手としての）役割を女性に与えた先駆的な映画としても語られる。
映画公開当時、男性に依存しない勇敢な女性が自力で（男性性の象徴である）エイリアンを退治するというこの映画を、女性たちはフェミニズムの勝利の物語として賞賛したのだ、と評価されることが多かった。しかし内田は、本作は女性からだけでなく保守的な（反フェミニスト的な）男性からも支持されていることを指摘し、「戦闘的フェミニストの勝利」という劇的な結末を演出するために結末以前の部分では「ヒロインがエイリアンから徹底的に陵辱される」という描写で埋め尽くされていると述べている。映画のクライマックスで下着姿のリプリーに襲いかかろうとするエイリアンは男社会に虐げられてきた女性の縮図であるとされる。
原案でリプリーにあたる役を男性から女性に変更した際、性別を意識した台詞の改変はほとんど行われなかった。ウィーバー自身はリプリーがフェミニズムに関連付けて語られることには慎重であり、「いいキャラクターはいいキャラクター、性別なんて関係ない」と述べている。

## テレビドラマシリーズ
2020年12月、ノア・ホーリーがテレビドラマシリーズを製作すると発表された。2023年5月現在、アメリカ・FXで製作が進行中で、リドリー・スコットがプロデューサーを務めると報道されている。FXのジョン・ランドグラフ会長によると「地球が舞台で、21世紀末頃、今から70数年後の話が展開される」という。映画版でシガニー・ウィーバーが演じたリプリーをはじめ、「エイリアン以外の過去の登場人物」は再登場しないことが明かされており、主演は『ドント・ウォーリー・ダーリン』（2022）などに出演したシドニー・チャンドラーが務めるという。
2025年8月13日、『エイリアン：アース』のタイトルで、ディズニープラスのスターにおいて配信開始された。